# José Segundo Flórez

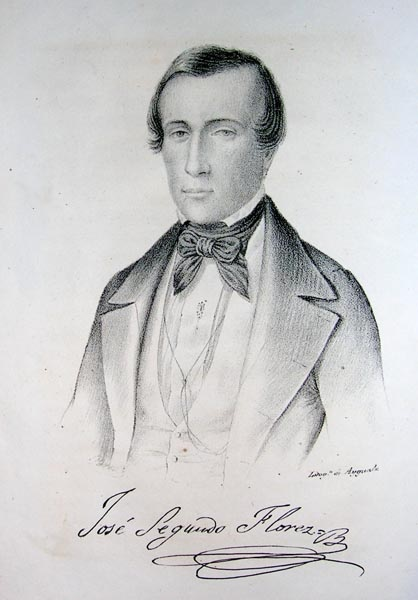
José Segundo Flórez. Litografía de Ayguals: Espartero. Historia de su vida militar y política, t. II, Madrid, Imprenta de la Sociedad Literaria, 1844.

José Segundo Flórez (Almendral, 1813-París, 1901) fue un escritor, fraile exclaustrado, periodista y profesor español.

## Biografía
Nacido en la localidad pacense de Almendral en 1813, fue fraile agustino en Badajoz, si bien se exclaustró en 1833 según Nicolás Díaz y Pérez. Progresista y masón, estuvo en la Escuela Normal Central de Madrid. Más adelante abandonó esta ciudad, en donde se había dado a conocer como escritor. La Sociedad Literaria de Madrid, dirigida por Wenceslao Ayguals de Izco, publicó en 1844 Espartero. Historia de su vida militar y política y de los grandes sucesos contemporáneos, obra en cuatro volúmenes redactada bajo la dirección de Segundo Flórez.
En París, a donde se trasladó en 1848 y que fue después su residencia habitual, aumentó su reputación literaria dirigiendo el periódico el Eco Hispanoamericano, publicando un Almanaque también hispanoamericano para todos los años, una Gramática de la lengua española y otros escritos. En Francia fue discípulo de Auguste Comte. Falleció en París en 1901 y sus restos fueron sepultados en el cementerio de Montparnasse.